# Regina Hall
Regina Lee Hall (Washington D. C.; 12 de diciembre de 1973) es una actriz estadounidense, de ascendencia afroamericana y nativo amerindia. 
Su carrera de actriz comenzó en Nueva York con un papel en Loving. También apareció en la serie NYPD Blue de la Fox, y en películas independientes como Too Tired to Die y Tears of a Clown
Se hizo famosa con el papel de Brenda Meeks en la comedia Scary Movie, y los papeles que interpreta en las películas suelen distar mucho de su edad real.  
Su gran gracia, que mantenía a los 30 años, es que no parecía de tal edad, por lo que estuvo presente en la secuela de Scary Movie (2000), Scary Movie 2 (2001), Scary Movie 3 (2003) y Scary Movie 4 (2006). Su primer papel fue en 1997, en la película de drama de Malcom D. Lee, The Best Man. Después siguió actuando en películas, incluyendo el papel en Scary Movie.
En 2001, interpretó a Coretta Lipp en la serie Ally McBeal, convirtiéndose en un personaje estelar dentro del programa.
Regina Hall obtuvo una licenciatura de periodismo de la universidad de Nueva York antes de iniciar su carrera cinematográfica.

## Primeros años
Hall nació hija de un padre contratista y electricista, Odie Hall, y una madre nutricionista, Ruby.  Después de graduarse de Immaculata College High School, Hall se matriculó en la Universidad de Fordham en el Bronx, donde obtuvo una licenciatura en inglés en 1992. Más tarde se matriculó en la Universidad de Nueva York, donde obtuvo una maestría en periodismo en 1997.
Quería una carrera con impacto e imaginó una carrera en escritura o periodismo, pero el primer semestre de la escuela de posgrado de Hall cambió drásticamente cuando su padre murió de un derrame cerebral.

## Vida personal
Alrededor de 2004, a la madre de Hall le diagnosticaron esclerodermia, una rara enfermedad autoinmune. Cuando no trabaja en Hollywood, Hall trabaja como voluntaria en una residencia de ancianos de Sherman Oaks|Sherman Oaks]](California) dos veces a la semana y sensibiliza a la opinión pública sobre la enfermedad. «Cuando diagnosticaron a mi madre, no sabía mucho sobre la enfermedad. Pero Dana Delany, que es actriz y ahora amiga mía, me puso en contacto con Bob Saget. Bob había hecho una película para televisión sobre la esclerodermia hacía años, porque su hermana había muerto a causa de ella. Eso fue cuando ni siquiera sabían lo que era. De todos modos, Bob tenía un grupo llamado Fundación para la Investigación de la Esclerodermia, así que hice una donación y mi madre incluso fue al médico que Bob le había sugerido, que resultó estar en Johns Hopkins".
 Hall anunció en noviembre de 2010 que escribiría para ABILITY Magazine.
En 2010, cuando tenía 40 años, Hall intentó sin éxito convertirse en monja de la Iglesia Católica tras una ruptura sentimental. monja tras una mala ruptura sentimental, ya que anteriormente había querido serlo a los 14. En este último caso, se lo denegaron por ser demasiado mayor, ya que la edad límite son los 39 años.

## Filmografía

### Cine
| Año  | Título                          | Rol                          | Notas |
| ---- | ------------------------------- | ---------------------------- | ----- |
| 1999 | The Best Man                    | Candace "Candy" Sparks       |       |
| 2000 | Love & Basketball               | Lena Wright                  |       |
| 2000 | Scary Movie                     | Brenda Meeks                 |       |
| 2001 | Scary Movie 2                   | Brenda Meeks                 |       |
| 2002 | The Other Brother               | Vicki                        |       |
| 2002 | Paid in Full                    | Keisha                       |       |
| 2003 | Malibu's Most Wanted            | Shondra                      |       |
| 2003 | Scary Movie 3                   | Brenda Meeks                 |       |
| 2005 | King's Ransom                   | Peaches Clarke               |       |
| 2005 | The Honeymooners                | Trixie Norton                |       |
| 2005 | Six Months Later                | Keri                         |       |
| 2006 | Scary Movie 4                   | Brenda Meeks                 |       |
| 2006 | Danika                          | Evelyn                       |       |
| 2006 | The Elder Son                   | Susan                        |       |
| 2006 | Last Holiday                    | Jackie                       |       |
| 2008 | First Sunday                    | Omunique                     |       |
| 2008 | Superhero Movie                 | Mrs. Xavier                  |       |
| 2009 | Law Abiding Citizen             | Kelly Rice                   |       |
| 2010 | Death at a Funeral              | Michelle Barnes              |       |
| 2011 | Mardi Gras: Spring Break        | Ann Marie                    |       |
| 2012 | Think Like a Man                | Candace Hall                 |       |
| 2013 | The Best Man Holiday            | Candace "Candy" Sparks-Murch |       |
| 2014 | About Last Night                | Joan Derrickson              |       |
| 2014 | Think Like a Man Too            | Candace Hall                 |       |
| 2015 | With This Ring                  | Trista Miller                |       |
| 2015 | People Places Things            | Diane                        |       |
| 2015 | Vacation                        | Nancy Peterson               |       |
| 2016 | Barbershop: The Next Cut        | Angie                        |       |
| 2016 | When the Bough Breaks           | Laura Taylor                 |       |
| 2017 | Girls Trip                      | Ryan                         |       |
| 2017 | Naked                           | Megan Swope                  |       |
| 2018 | The Hate U Give                 | Lisa Carter                  |       |
| 2019 | Shaft                           | Maya Babanikos               |       |
| 2019 | Little                          | Jordan Sanders               |       |
| 2021 | Breaking News in Yuba County    | Ramirez                      |       |
| 2022 | Master                          | Gail Bishop                  |       |
| 2022 | Honk for Jesus. Save Your Soul. | Trinitie Childs              |       |
| 2022 | Me Time                         | Maya                         |       |

### Televisión
| Año       | Título                   | Rol                      | Notas                                        |
| --------- | ------------------------ | ------------------------ | -------------------------------------------- |
| 1992      | Loving                   | Desconocido              | Episodio: "13 August 1992"                   |
| 1997      | New York Undercover      | Tammy                    | Episodio: "No Place Like Hell"               |
| 2000      | Disappearing Acts        | Portia                   | Película para televisión                     |
| 2000      | NYPD Blue                | Sharice Warner           | Episodio: "Little Abner"                     |
| 2001–2002 | Ally McBeal              | Corretta Lipp            | 25 episodios; Nominada — NAACP Image Awards  |
| 2010–2011 | Law & Order: Los Angeles | Deputy D.A. Evelyn Price | 7 episodios                                  |
| 2013      | Second Generation Wayans | Regina                   | 4 episodios                                  |
| 2014      | Married                  | Roxanne                  | 2 episodios                                  |
| 2015      | With This Ring           | Trista Miller            | Película para televisión                     |
| 2016      | Grandfathered            | Catherine Sanders        | Papel recurrente                             |
| 2016      | Black-ish                | Vivian                   | Episodios: "Black Nanny" & "Super Rich Kids" |
| 2017      | Crushed                  | Celia                    | Película para televisión                     |
| 2021      | Nine Perfect Strangers   | Carmel                   |                                              |